# Vinko Cvjetković
Vinko Cvjetković (Ragusa, 12 febbraio 1911 – Ragusa, 9 settembre 1983) è stato un pallanuotista jugoslavo.
Ha partecipato alle Olimpiadi estive del 1936.